# شیچیکاشوکو، میاگی
شیچیکاشوکو، میاگی (به لاتین: Shichikashuku, Miyagi) یک منطقهٔ مسکونی در ژاپن است که در استان میاگی واقع شده‌است. شیچیکاشوکو ۲۶۳٫۰۰ کیلومترمربع مساحت و ۱٬۵۰۷ نفر جمعیت دارد.